# 埃文斯維爾 (密西西比州)
埃文斯維爾（英語：Evansville）是位於美國密西西比州蒂尼卡縣的非建制地區。

## 歷史
埃文斯維爾的郵局於1887年設立，其後於1946年停運。

## 地理
埃文斯維爾所處的海拔為高於海平面59米（即194英呎），而該地所採用的時區為UTC-6，即北美中部時區（CST）。同時該地設有夏令時間，為UTC-6調快一小時，即UTC-5（CDT）。